# Artur Jorge (ur. 1994)
Artur Jorge Marques Amorim (ur. 14 sierpnia 1994 w Bradze) – portugalski piłkarz grający na pozycji środkowego obrońcy. W sezonie 2020/2021 występuje w klubie APOEL FC.

## Kariera klubowa
Artur Jorge rozpoczynał swoją karierę w klubie SC Braga. W latach 2004–2013 grał on w drużynach młodzieżowych tego zespołu. Seniorską karierę Portugalczyk rozpoczął od występów w rezerwach Bragi. Zagrał dla nich 57 razy, strzelając 4 gole. Z SC Bragi B Jorge był wypożyczany dwukrotnie – do Vilaverdense FC na pierwszą połowę sezonu 2014/2015 (14 meczów, bez bramek) oraz do SC Freamunde na drugą połowę sezonu 2014/2015 (1 mecz, bez bramek). W 2016 roku Portugalczyka przeniesiono do pierwszej drużyny Bragi. Przez dwa lata pobytu w tym klubie, Jorge wystąpił w jego barwach 28 razy, nie zdobywając żadnego gola. Z SC Bragi Portugalczyka wypożyczano dwa razy – do Royalu Mouscron na nieco ponad dwa tygodnie (bez rozegranych meczów) oraz do FCSB na sezon 2017/2018 (4 mecze, bez goli). Po tym sezonie wychowanek Bragi podpisał kontrakt z Vitórią Setúbal. Dla tego klubu Artur Jorge zagrał w 57 spotkaniach, jednokrotnie wpisując się na listę strzelców. We wrześniu 2020 roku Portugalczyk przeniósł się do APOEL-u FC, dla którego do 10 lutego 2021 roku wystąpił 18 razy, nie zdobywając żadnej bramki.